# Henry Holden Huss

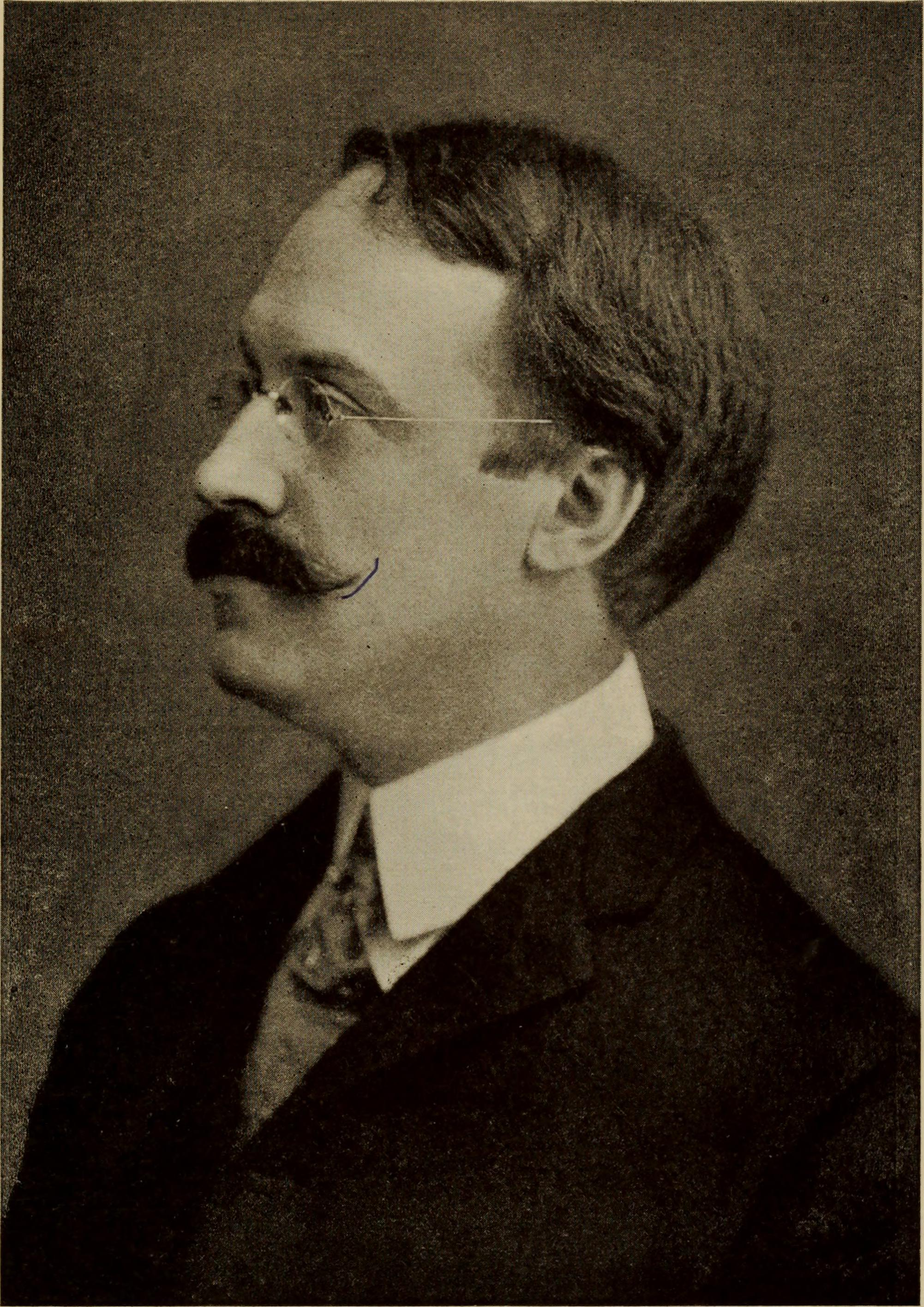
Henry Holden Huss (1917)

Henry Holden Huss (* 21. Juni 1862 in Newark, New Jersey; † 17. September 1953 in New York City) war ein US-amerikanischer Komponist.
Huss studierte bei Otis Bardwell Boise und bis 1885 in München bei Joseph Rheinberger. Danach lebte er als Konzertpianist und Musiklehrer in New York, wo er 1897 bis 1932 an der Masters School unterrichtete.
Berühmt wurde sein Ave Maria für Soli, Chor, Streicher, Orgel und Harfe. Außerdem komponierte Huss eine Rhapsodie für Klavier und Orchester, ein Klavierkonzert, ein Violinkonzert, Orchesterstücke, zwei Streichquartette, eine Violin- und eine Cellosonate, Klavierstücke, Chöre und Lieder.

## Diskografie
Huss ist in Europa weitgehend unbekannt. Liebhabern romantischer Klavierkonzerte wurde er bekannt, als 1997 von ihm ein Klavierkonzert in der Hyperion-Reihe "The Romantic Piano Concerto" veröffentlicht wurde (Nr. 4987378). Die Zeitschrift Gramophone schrieb aus diesem Anlass:

„The Huss Concerto is written on the grandest scale and makes great virtuoso demands on the performer (think of it as an American 'Brahms' concerto). Its lack of success is perhaps partly due to the mediocre pianistic talents of the composer; though he did play the work these performances were apparently sad occasions!“